# Châteloy

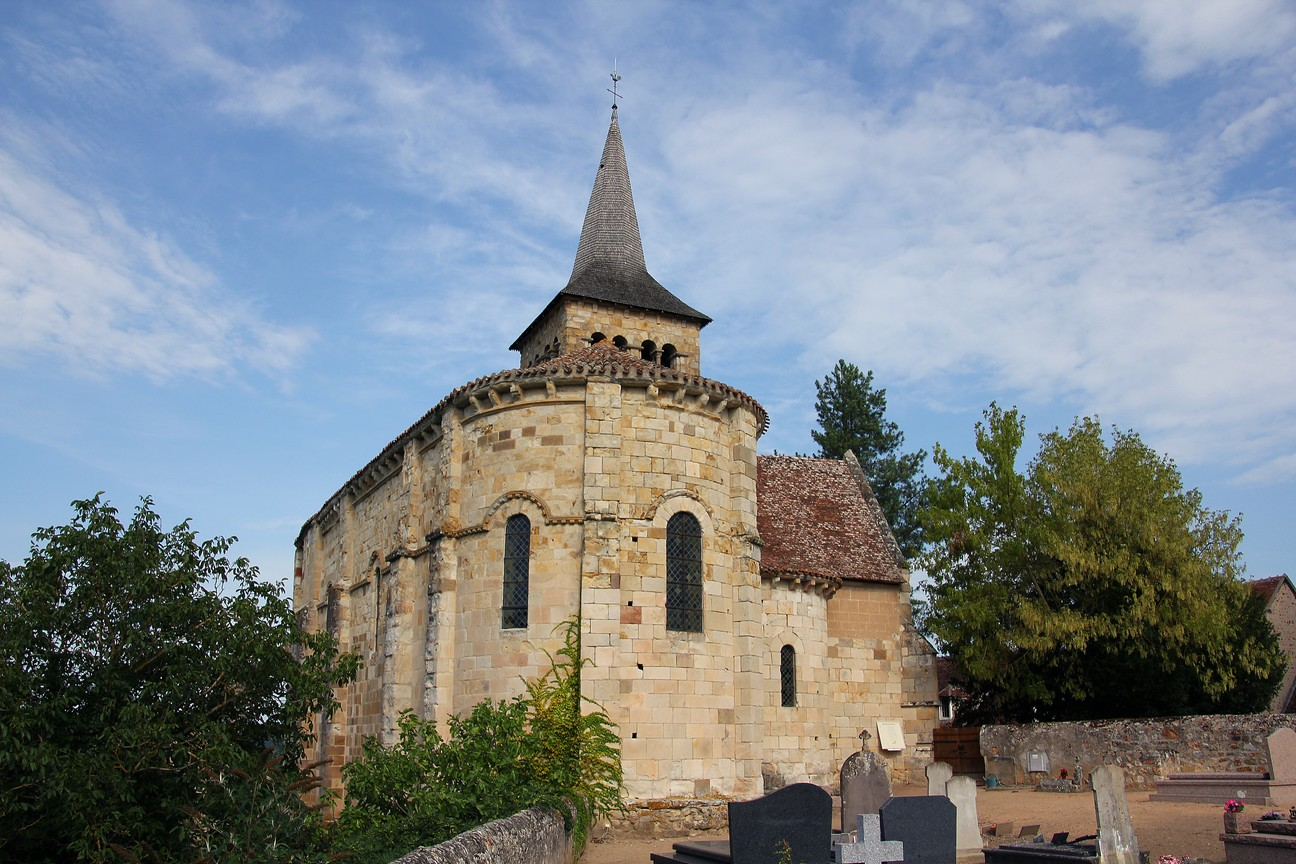
Kirche St-Pierre in Châteloy

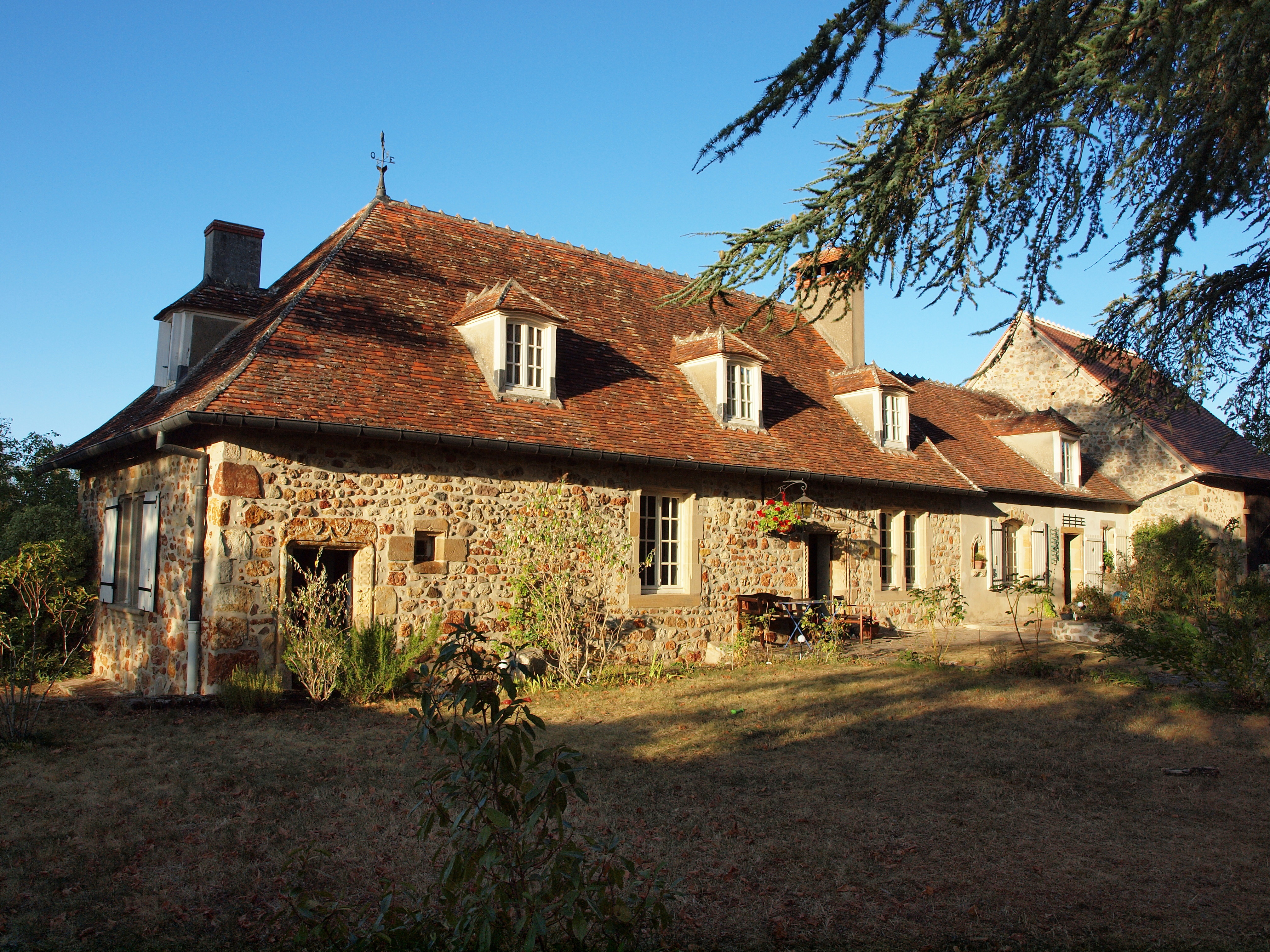
Ehemaliges Priorat

Châteloy ist ein Dorf und eine ehemalige Gemeinde, die zwischen 1801 und 1806 an die Gemeinde Hérisson im Département Allier im Norden der Region Auvergne-Rhône-Alpes angeschlossen wurde. Châteloy liegt circa eineinhalb Kilometer nordwestlich von Hérisson.

## Geschichte
Das Oppidum von Cordes bei Châteloy lag auf einem Sporn, der bereits im Neolithikum besiedelt war. Das Oppidum stammt aus gallo-römischer Zeit und wurde im 5. Jahrhundert zerstört. 

## Bevölkerungsentwicklung
| Jahr                       | 1793 | 1800 |
| Einwohner                  | 740  | 414  |
| Quellen: Cassini und INSEE |      |      |

## Sehenswürdigkeiten
- Kirche St-Pierre, erbaut im 12. Jahrhundert (Monument historique seit 1909)
- Ehemaliges Priorat